# 芹田敏夫
芹田 敏夫（せりた としお、1963年 - ）は、日本の経営学者であり、青山学院大学経済学部経済学科教授。専門は金融論、コーポレート・ファイナンス、行動経済学など。
日本企業の財務政策に関するサーベイ調査に基づいた実証研究で知られ、行動経済学の視点から株価指数や配当政策の設計・分析を行っている。長年にわたり、企業財務や株式市場に関する実証的研究に取り組んでいる。
日本証券アナリスト協会や公認会計士試験、地方公務員共済組合連合会でも委員として活動している。

## 略歴
筑波大学第三学群社会工学類（社会経済計画専攻）を卒業後、大阪大学大学院経済学研究科前期課程を修了。経済学修士を取得したのち、同大学院後期課程を退学。1990年より甲南大学経済学部助手を務め、1991年に専任講師、1993年には助教授に昇任。その後、1995年より青山学院大学経済学部経済学科に着任し、2025年現在は教授として教育・研究に従事している。

## 所属学会
日本ファイナンス学会、日本経営財務研究学会、日本経済学会 

## 主な著書・研究業績

### 著書
- 『日本のコーポレートファイナンス－サーベイデータによる分析』（共著、白桃書房、2020年）
- 『コーポレート・ファイナンス 基礎と応用』（共著、中央経済社、2016年）
- 『新・証券投資論Ⅰ 理論篇』（共著、日本経済新聞出版社、2009年）
- 『現代の財務経営3 資本調達・ペイアウト政策』「第9章 配当政策」（共著、中央経済社、2009年）
- 『新しい企業金融』（共著、有斐閣、2004年）
- 『入門 日本の株価指数』「第6章 日経平均株価銘柄入れ替えの実証分析」（共著、東洋経済新報社、2002年）
- 『金融の新しい流れ 市場化と国際化』「第10章 インプライド・ビッド・アスク・スプレッドの推定」（共著、日本評論社、2002年）
- 『金融分析の最先端』「第10章 証券市場のマイクロストラクチャー」（共著、東洋経済新報社、2000年）
- 『変革期の日本の金融』「第6章 流動性が株式収益率に与える影響」（共著、日本評論社、2000年）
- 『日本の金融:市場と組織』「第8章 日本における新規株式公開」（共著、日本評論社、1994年）

### 翻訳本
- 『コーポレート・ファイナンス 応用編』バーク・ディマーゾ著（共訳、2013年）
- 『コーポレート・ファイナンス 入門編』バーク・ディマーゾ著（共訳、2011年）
- 『エクスペクテーション投資入門』ラパポート、モーブッシン著（共訳、日本経済新聞社、2003年）

### 論文
- 「東証市場再編が企業行動に及ぼす影響―東証1部からプライム市場へ―」『証券アナリストジャーナル』2024年1月号（共著）
- 「パッシブ運用がコーポレート・ガバナンスに及ぼす影響」『現代ファイナンス』第44号、2022年（共著）
- 「日本のETF市場の実証分析―マーケットメイク制度導入の影響―」『証券アナリストジャーナル』第58巻第11号、2020年（共著）
- 「企業のペイアウト政策：再サーベイ調査による分析」『経営財務研究』第38巻第1・2号、2018年（共著）
- 「サーベイ調査から見た日本企業の財務政策」『組織科学』第49巻第1号、2015年（共著）
- 「ペイアウト政策のサーベイ調査：日米比較を中心に」『証券アナリストジャーナル』2009年8月号（共著）
- 「“Price and Volume Effects Associated with a Change in the Nikkei 225 Index List: Evidence from the Tokyo Stock Exchange”」International Finance Review, Vol.4, pp.199–225, 2003（共著）